# You Came
You Came è brano pop scritto e composto dalla cantante britannica Kim Wilde insieme a fratello Ricky Wilde ed incisa da Kim prima nel 1988 e poi nuovamente nel 2006.

## Storia
Come dichiarato dalla stessa Kim, il brano è stato ispirato dalla nascita di suo nipote Marty III, primogenito del fratello Ricky, avvenuta nel 1986.

## Testo
Racconta, con ogni probabilità, la gioia derivante da una nascita, anche se il testo non menziona direttamente l'evento. La protagonista è una ragazza, il cui modo di veder le cose è cambiato in senso positivo, ora che nella sua vita è arrivato un nuovo essere umano, che le ricorda com'era lei un tempo e che nessun altro potrà amare come e quanto lei.

## Versione 1988 (originale)
You Came, secondo singolo estratto dall'album Close dello stesso anno.

### Il disco
In Nord America e Francia è stato il primo dei singoli estratti ed ha come lato B il brano Tell Me Where You Are, mai pubblicato su album. Quest'ultimo, nella discografia internazionale, è sempre un lato B, ma del primo singolo estratto Hey Mister Heartache.

### Successo e classifiche
| Classifica (1988)                              |                        | Posizione massima | Settimane in classifica |
| ---------------------------------------------- | ---------------------- | ----------------- | ----------------------- |
| Svizzera                                       | Svizzera (bandiera)    | 3                 | 14                      |
| Regno Unito                                    | Regno Unito (bandiera) | 3                 | 11                      |
| Italia(*) (1988/89)                            | Italia (bandiera)      | 4                 | 19                      |
| Norvegia                                       | Svezia (bandiera)      | 4                 | 10                      |
| Francia                                        | Francia (bandiera)     | 5                 | 23                      |
| Germania                                       | Germania (bandiera)    | 5                 | 17                      |
| Svezia                                         | Svezia (bandiera)      | 7                 | 6                       |
| Austria                                        | Austria (bandiera)     | 8                 | 16                      |
| Billboard Hot 100 Hot Dance Club Play 7" / 12" | Stati Uniti (bandiera) | 41 10 / 21        | —                       |
| Belgio (Vallonia)                              | Belgio (bandiera)      | 10                | 11                      |
| Paesi Bassi                                    | Paesi Bassi (bandiera) | 11                | 16                      |
| Australia                                      | Australia (bandiera)   | 34                | 5                       |

(*) Rimane per 19 settimane nella classifica settimanale dei singoli più venduti in Italia tra la fine del 1988 (15 settimane) e l'inizio del 1989 (4 settimane), raggiungendo la 4ª posizione nel 1988 e mantenendola per 4 settimane consecutive. Nello stesso periodo risulta essere il 25° singolo più venduto.

### Video musicale
Diretto da Greg Masuak, è una raccolta di filmati girati in studio, che ritraggono la cantante (vestito nero) durante momenti di vita quotidiana: sull'autobus, in città o mentre registra un pezzo; alternati a scene dal concerto tenuto a Berlino nell'estate 1988 quando l'artista (vestito bianco) accompagnava il tour Bad di Michael Jackson in Europa.
Esistono due versioni del video, una ha durata pari al singolo 7", l'altra, più lunga, corrisponde alla versione estesa presente sul maxi 12".

### Riepilogo versioni e mix
Sono tutte presenti nei due CD dell'edizione 2013 che commemora il 25º anniversario dell'album, Close - Remastered Expanded Edition (Universal catalogo UMC REP2025 e 025 3 74239 0).
| nome                 | durata | originale su     | tipo                  | autore mix                  |
| -------------------- | ------ | ---------------- | --------------------- | --------------------------- |
| versione album       | 4:34   | album            | —                     | originale                   |
| versione singolo     | 3:28   | singolo 7"       | album edit            | originale                   |
| versione estesa      | 6:43   | singolo 12" e CD | —                     | Richard Lengyel             |
| Shep Pettibone remix | 7:31   | singolo 12"      | remix versione estesa | Shep Pettibone e Steve Peck |
| US radio edit        | 4:11   | singolo 7"       | remix edit            | Shep Pettibone              |
| dub 1                | 4:52   | singolo 12"      | remix edit            | Shep Pettibone e Steve Peck |
| dub 2                | 4:44   | singolo 12"      | remix edit            | Shep Pettibone e Steve Peck |

### Tracce
Singolo 7" originale (UK MCA KIM 8 e KIMB 8 / 117 8 11262 7, EU MCA 257882-7)

Lato A
1. You Came (versione singolo) – 3:29 (Kim Wilde, Richy Wilde)

Lato B
1. Stone – 4:41 (Marty Wilde, Kim Wilde, Richy Wilde)

Singolo 12" originale (UK MCA KIMT 8 / EU MCA 257881-0) e CD Singolo 3" (UK MCA DKIM 8, EU MCA 257881-2)

Lato A
1. You Came (versione estesa) – 6:43

Lato B: stesse tracce del singolo 7"
Singolo 12" special remix (16/7/1988, UK MCA KIMX 8, EU MCA 257861-0)

Lato A
1. You Came (Shep Pettibone remix) – 7:37

Lato B
1. You Came (versione estesa) – 6:43

Singolo 12" USA e Canada (MCA 23884)

Lato A
1. You Came (Shep Pettibone remix) – 7:37

Lato B
1. You Came (dub version 1) – 4:52
2. You Came (dub version 2) – 4:44

### Staff artistico
- Kim Wilde - voce solista
- Steve Byrd - chitarra
- Ricky Wilde - chitarra, tastiere, programmazione
- Tony Swain - tastiere, programmazione

## Versione 2006
You Came (2006), primo singolo estratto dall'album Never Say Never del 2006, è una nuova incisione, della stessa Kim Wilde, della versione originale del 1988.

### Successo e classifiche
In brano è entrato nella classifica Eurochart Hot 100 Singles del 2006.
| Classifica (2006) |                        | Posizione massima | Settimane in classifica |
| ----------------- | ---------------------- | ----------------- | ----------------------- |
| Svizzera          | Svizzera (bandiera)    | 19                | 13                      |
| Germania          | Germania (bandiera)    | 20                | 9                       |
| Austria           | Austria (bandiera)     | 24                | 14                      |
| Svezia            | Svezia (bandiera)      | 25                | 4                       |
| Paesi Bassi       | Paesi Bassi (bandiera) | 30                | 10                      |
| Belgio (Vallonia) | Belgio (bandiera)      | 33                | 5                       |

### Video musicale
Diretto da Phil Griffin, è stato girato a Londra. Ritrae la cantante con la sua band mentre prova in sala di incisione. Quasi ogni oggetto in scena è un riferimento a precedenti video della discografia dell'artista: la sciarpa intorno al microfono (tour Bad di Michael Jackson), la cornice del finto specchio, il letto rosso; come anche tutti gli abiti che l'artista cambia durante l'esibizione. Gli stessi vestiti delle ragazze, che la aiutano a cambiarsi d'abito, sono un tributo alla divisa stile anni ottanta scelta dai Kraftwerk per la foto di copertina dell'album Die Mensch-Maschine.
- You Came 2006, video ufficiale, su YouTube. URL consultato il 13 aprile 2014.

### Tracce
CD singolo EMI (catalogo 946 3 72382 2), anche promo (0946 3 71870 2) solo il primo brano.
1. You Came 2006 (versione album) – 3:10 (Kim Wilde, Richy Wilde)
2. Maybe I'm Crazy (versione album) – 4:02 (Carolynne Good-Poole, Ken Thomas, Richy Wilde)

CD maxi EMI (946 3 71868 2)
1. You Came 2006 (versione album) – 3:10
2. Maybe I'm Crazy (versione album) – 4:02
3. You Came 2006 (Groovenut remix) – 6:33
4. You Came 2006 (Old School mix) – 3:11 – Jeo (Joachim Mezei) remix

### Staff artistico
- Kim Wilde - voce solista
- Nick Priessnitz - tastiere addizionali

in You Came 2006
- Derek von Krogh - basso, tastiere, programmazione
- Thomas Hahn - chitarra
- Bernhard Hahn - batteria

in Maybe I'm Crazy
- Jörg Sander - chitarra
- Gena Wernik - programmazione

## Cover
Tra i numerosi interpreti che hanno inciso una cover di You Came, figurano (in ordine alfabetico):
- Anigeer, singolo del 1995[18]
- Aura, gruppo tedesco, singolo del 2001[17]
- B. City Crew
- Candy Warhol, duo tedesco, singolo del 2004[19]
- DJ ADK feat. Linda Lewis, singolo del 2007[17][18]
- FTU pres. C.R.E.A.M. (Future Trance United presenta i C.R.E.A.M.), singolo del 2009[17][18]
- Lex, singolo del 2006[20]
- Mario Lopez, deejay tedesco, singolo del 2007[17]
- Wienna, gruppo italiano, singolo del 1994[21]

### In altre lingue
- Finlandese[11]: titolo Niin tein (Ho fatto così), interpretata dalla band Hausmylly
- Greco[11]: titolo Eisai oti agapo (Sei colui che amo), interprete Bessy Argyrakis
- Tedesco[11]: titolo Dein Tag (Il tuo giorno), interprete Die Lollipops (musica per bambini)